# نيغيتورو

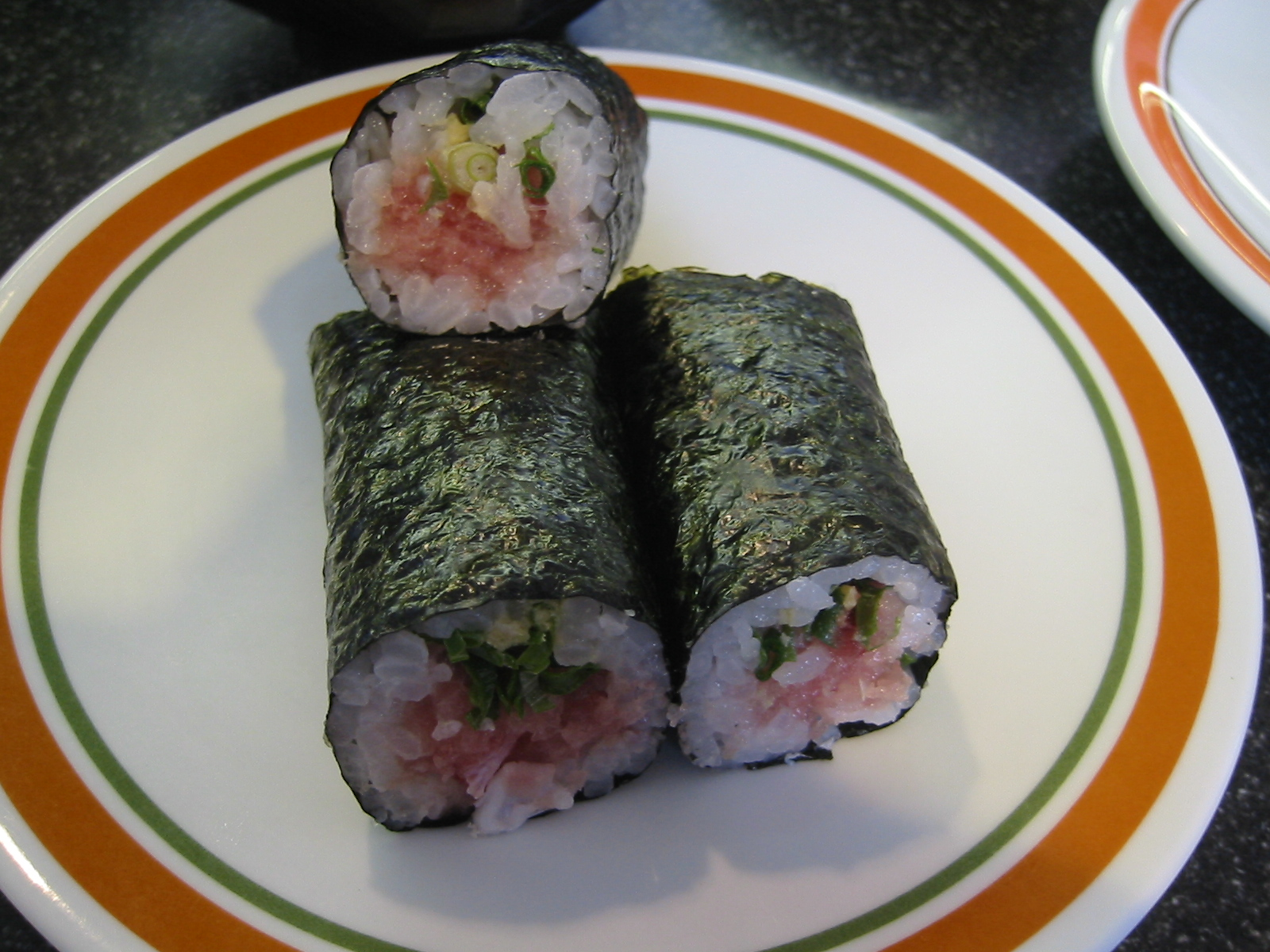
لفائف نغيتورو (ماكيزوشي)

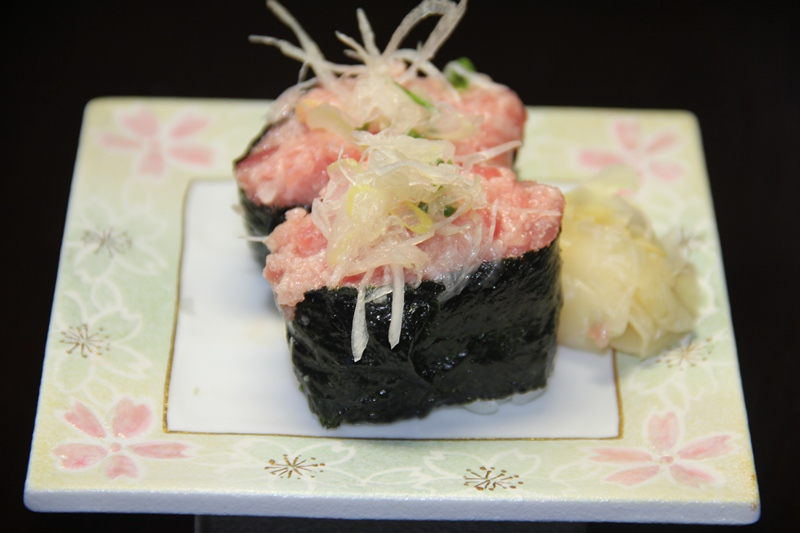
نغيتورو نيغيريزوشي

نيغيتورو (باليابانية: ネギトロ) (بالإنجليزية: Negitoro)‏ هو طبق ياباني مكون من كشط التونة النية المفرومة، وهي الأجزاء الدهنية من السمكة التي لا يمكن تحويلها إلى وجبات أخرى، ويتم تقديمها عادة مع البصل الأخضر. بالإضافة إلى كونها أحد مكونات السوشي بأنواعه المختلفة، يتم استخدامها كطبقة علوية لوعاء الأرز، لتكوين النيغيتورودون.

## أصل الكلمة
هناك عدة فرضيات.

### مزيج من البصل الأخضر وجزء التورو من سمك التونة
سمي نيغيتورو بهذا الاسم لأنه مزيج من كلمة البصل الأخضر "نيغي" (باليابانية: ネギ)، وتورو (باليابانية: トロ) الأجزاء الدهنية من سمك التونة. منذ الثمانينيات، مع ظهور سوشي تورو الجديد مع الخضار اللاذعة، أصبح المذاق المتوافق جيدًا ومزيج التورو والبصل الأخضر والأعشاب البحرية نوري شائعًا.

### تورو يشير إلى شيء آخر غير جزء من سمك التونة
يدعي أحد المطاعم التي يُفترض أن الطبق من ابتكارهم، أن الطبق سمي بهذا الاسم بناءً على موغيتورو، وهو طبق كان شائعًا في المكان في ذلك الوقت.

### نيغي يشير إلى شيء آخر غير البصل الأخضر
في مجال البناء في اليابان، يُطلق على حفر التربة من الأرض لبناء المباني اسم نيغيرو (باليابانية: 根切る)، ويُفترض أن المصطلح تم اعتماده في نيغيرو (باليابانية: ねぎる) أو نيغيتورو (باليابانية: ねぎ取る) للإشارة إلى اللحوم التي يتم كشطها. تدعم مجموعات صيد التونة هذه الفرضية. ومع ذلك، يشكك محررو القاموس في هذه الفرضية، زاعمين أنه لا يوجد استخدام يمكن التحقق منه لصيغة الفعل للكلمة المعتمدة نيغيتورو (باليابانية: ねぎ取る)، وبالتالي لا يمكن الحفاظ على الفرضية. لقد تم اقتراح أن فرضية أصل النيغيتورو ظهرت بعد العقد الأول من القرن الحادي والعشرين، وحتى التسعينيات كانت الفرضية السائدة حول أصل طبق النيغيتورو هي أن المصطلح عبارة عن مزيج من كلمة البصل الأخضر "نيغي" (باليابانية: ネギ) وكلمة تورو.

## الانتشار في السوق
يباع نغيتورو إلى السوق العام وتوزيعه على قنوات البيع بالتجزئة مثل محلات السوبرماركت ويتم إنتاجه بكميات كبيرة في مصانع الأسماك. يستخدمون اللحوم الخالية من الدهون من الأسماك المختلفة، بما في ذلك، على سبيل المثال، تونة الزعنفة الصفراء، والمارلين، والتونة كبيرة العين، والتونة البيضاء، ثم يضيفون إضافات مثل الزيت النباتي، والسمن، ودهن الخنزير، ومضادات الأكسدة، والتوابل. كما إنتجت منتجات دهنية مخصصة لغرض تصنيع النيغيتورو.